# Kamikaze
Kamikaze ( kami-kaze, japonsko:  kami- bog, kaze- veter, šintoistično – duh vetra in zaščitnik, z vzdevkom Zmagovalec vojne)
so bili člani samomorilskih napadalnih enot japonske cesarske vojske, njihovi napadi so bili posebej pogosti v zadnjem obdobju spopadov v drugi svetovni vojni. To so naredili, da bi mornarici ustavili pot do njihovega ozemlja. 

## Ozadje
Ko so v 13. stoletju na Japonsko prodirali Mongoli, je po njihovem verovanju božji veter pomagal Japoncem tako, da je v nekaj urah z nenadnim tajfunom končal pričakovan vdor 140.000 glave sovražne vojske, ki se je z več kot 4.000 tisoč ladjami približevala obalam Japonske. Uničenje ladjevja in posledična rešitev za Japonce, ki niso imeli sredstev za obrambo pred mogočnim sovražnikom, je pripeljalo do verovanja, da jih je bog vetra kamikaze ali tudi shinpu obvaroval. V naslednjih stoletjih se je verovanje v t. i. božji veter še okrepilo tako, da se je proti koncu 19. in na začetku 20. stoletja to verovanje spremenilo v militaristični mit »umreti za cesarja in umreti za Japonsko«. V tem mitu so bili vzgajane številne generacije Japoncev.

## Kamikaze med vojno
Kamikaze so bili japonski piloti letal, vodenih bomb, podmornic in čolnov, katerih namen je bilo z razstrelivom in lastnim telesom uničiti sovražnika. Zavezniki so se z njimi prvič srečali med bitko v Filipinskem morju. Prve samomorilske akcije so med zavezniškimi mornarji povzročile pravo paniko saj je na prvi pogled zgledalo da proti njim ni prave obrambe.
Japonsko vojno poveljstvo je resno začelo razmišljati o kamikazah šele poleti 1944, ko je Japoncem že pošteno tekla voda v grlo in so proti zaveznikom izgubljali bitko za bitko. Zato se je, zlasti mornarica, odločila, da obupen položaj poskuša preobrniti s skrajnimi sredstvi. Mornarica je zbrala 24 pilotov in jih v kratkem času usposobila za samomorilske napade. Skupina je 21. oktobra 1944 izvedla prvo samomorilsko akcijo. Cilj akcije je bilo zavezniško ladjevje v bližini otoka Leyte, akcija pa je bila uspešna, saj je šest letal zadelo svoj cilj. Od takrat naprej je ta taktika postajala vedno bolj pomembna oblika bojevanja. Njihove akcije so bile posebej uspešne na začetku, ko so bili Američani še pretreseni od prvih napadov. Kasneje so tudi Američani spremenili taktiko bojevanja, izboljšali so protipožarno zaščito na plovilih in povečali število protiletalskih topov tako, da so se letala le s težavo približala vojnim ladjam in letalonosilkam. 
Številke kažejo, da kamikaze niso bile tako zelo učinkovite, kot so Japonci mislili. V bitki za Filipine je cilj napada doseglo le 26% kamikaz, v bitki za Okinavo pa le 14%. Na koncu vojne se iz samomorilskih akcij ni vrnilo 2376 letal ter 2538 pilotov, ki so bili po navadi izurjeni le toliko, da so znali za silo pilotirati letalo. Učinek, ki so ga dosegli je bil bolj psihološke narave saj zavezniški vojaki enostavno niso morali razumeti, da kamikaze želijo umreti, oni pa se trudijo, da bi preživeli vojno. Kadar pa je do zadetka kamikaze prišlo, so bile posledice napada strašne saj so bile kamikaze po navadi otovorjene z razstrelivom in/ali gorivom. Dostikrat se je zgodilo, da je letalo prebilo več ladijskih palub in eksplodiralo v notranjosti ladje, kar je povzročilo ogromno škode in veliko število smrtnih žrtev.
Najpogosteje so kamikaze uporabljale navadna vojaška letala, izdelali pa so tudi posebna letala na raketni pogon jokosuka MXY-7. Mornarica se je lotila izdelave tudi motornih čolnov šinjo, ki so bili napolnjeni z eksplozivom, ter torpedov s posadko tipa kaiten, ki so jih v bližino cilja spravili z večjimi vojnimi ladjami.